# Видра (річка)
Видра — річка в Україні, у Вишгородському районі Київської області. Ліва притока Пульсадечи (басейн Дніпра).

## Опис
Довжина річки приблизно 6 км.

## Розташування
Бере початок на південному заході від селища Десна. Тече на південний схід, потім на південний захід через Сувид і біля Боденьки впадає у річку Пульсадечу, праву притоку Десни.
Біля річки проходить автомобільна дорога Р69